# Zambia International 1973
Die Zambia International 1973 (auch Zambia Open 1973 genannt) als offene internationale Meisterschaften von Sambia im Badminton fanden vom 24. bis zum 26. November 1973 im Kitwe Mine Club statt.

## Finalresultate
| Disziplin    | Sieger                       | Finalist                | Ergebnis            |
| ------------ | ---------------------------- | ----------------------- | ------------------- |
| Herreneinzel | Heine Jørgensen              | Vishnu Kapil            | 15-7, 15-6          |
| Dameneinzel  | M. Chinyama                  | Tina Kotze              | 11-5, 5-11, 11-9    |
| Herrendoppel | Heine Jørgensen Vishnu Kapil | H. Khan N. K. Shah      | 15-10, 13-15, 15-10 |
| Damendoppel  | Tina Kotze Maureen Guy       | M. Chinyama L. Mukangwa | 15-3, 15-5          |
| Mixed        | Heine Jørgensen Maureen Guy  | H. Khan Tina Kotze      | 15-8, 15-6          |